# Monoamina oxidase

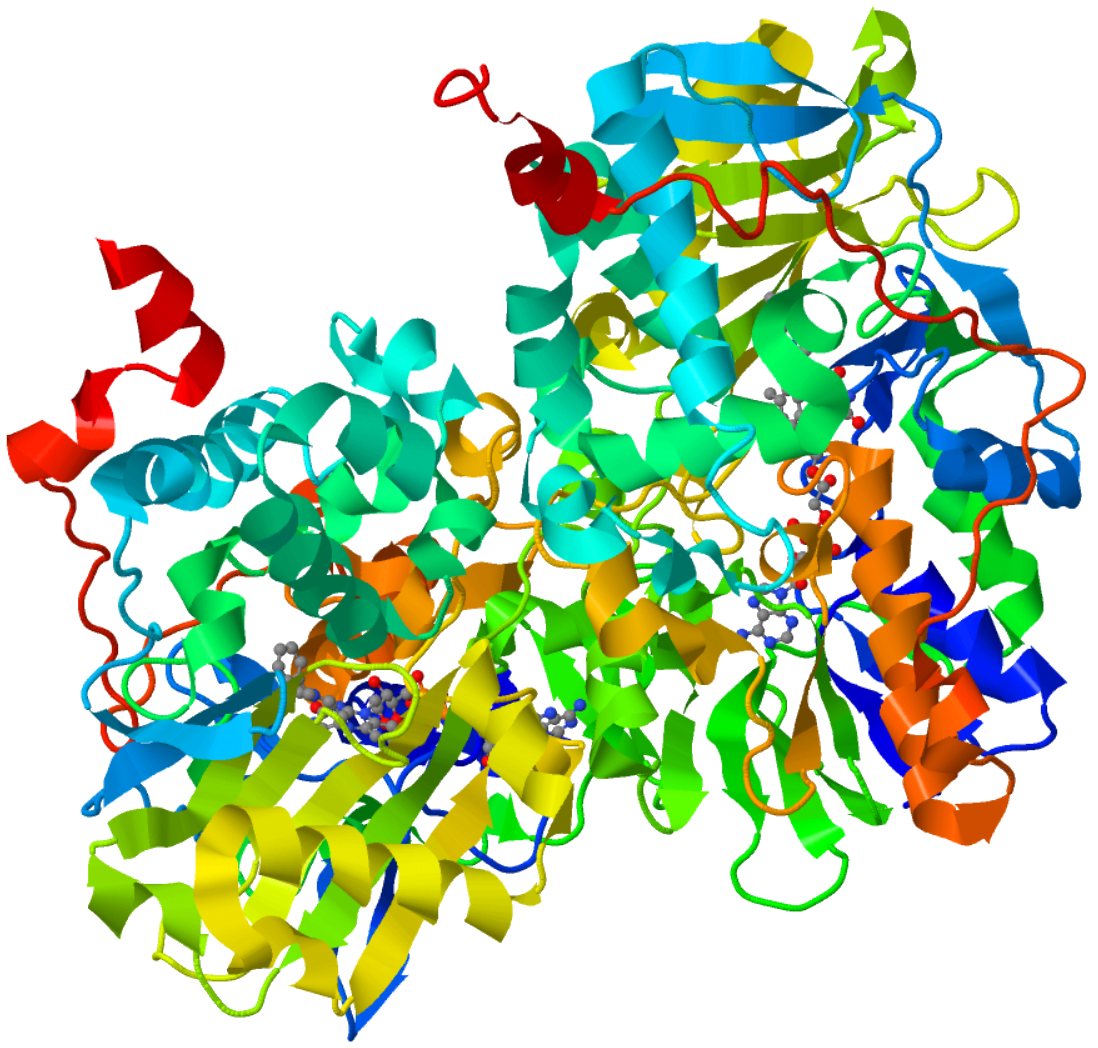
Monoamina oxidase

A monoamina oxidase (MAO) é uma enzima presente em animais cuja função é degradar monoaminas.

## Tipos
Existem dois tipos de monoamina oxidases conhecidas, a MAO-A e MAO-B.
A MAO-A se caracteriza por ter preferência pelo substrato 5-hidroxitriptamina (serotonina) e normalmente é encontrada no sistema nervoso, fígado, trato gastrointestinal e na placenta.
A MAO-B metaboliza preferencialmente o substrato feniletilamina, e é normalmente encontrada no sistema nervoso e nas plaquetas. Tanto MAO-A como MAO-B são encontradas em neurônios e astrócitos do sistema nervoso.

## Função
Como muitas monoaminas tem função biológica é importante que suas concentrações no ambiente extracelular e intracelular sejam controladas. A função da MAO é degradar essas monoaminas evitando assim que se acumulem (no caso de monoaminas endógenas) ou que gerem efeitos indesejáveis (no caso de monoaminas exógenas). O processo pelo qual a MAO degrada monoaminas é conhecido por deaminação oxidativa que gera como produtos aldeídos e íon amônio.

### Degradação de monoaminas endógenas
As monoaminas endógenas são os neurotransmissores e/ou hormônios dopamina, serotonina, noradrenalina e adrenalina. A degradação desses não se dá somente pela MAO, mas também pela COMT (catecol-O-metil transferase), no caso das catecolaminas, e pela aldeído desidrogenase no caso da serotonina.

### Degradação de monoaminas exógenas
Algumas monoaminas presentes na alimentação, tal como a tiramina presente em alguns queijos, são estruturalmente similares as monoaminas endógenas e podem mimetizar o papel dessas, levando geralmente a efeitos cardiovasculares indesejáveis como taquicardia e vasoconstrição. Isso não ocorre porque a MAO-A esta amplamente distribuída nos órgãos do sistema digestório e degrada essas monoaminas antes que elas possam atingir a circulação sistêmica e prejudicar o organismo.

## Genética
Os genes que codificam tanto a MAO-A como a MAO-B se encontram no braço curto do cromossoma X um após o outro e possuem aproximadamente 70% de homologia.

## MAO e a saúde

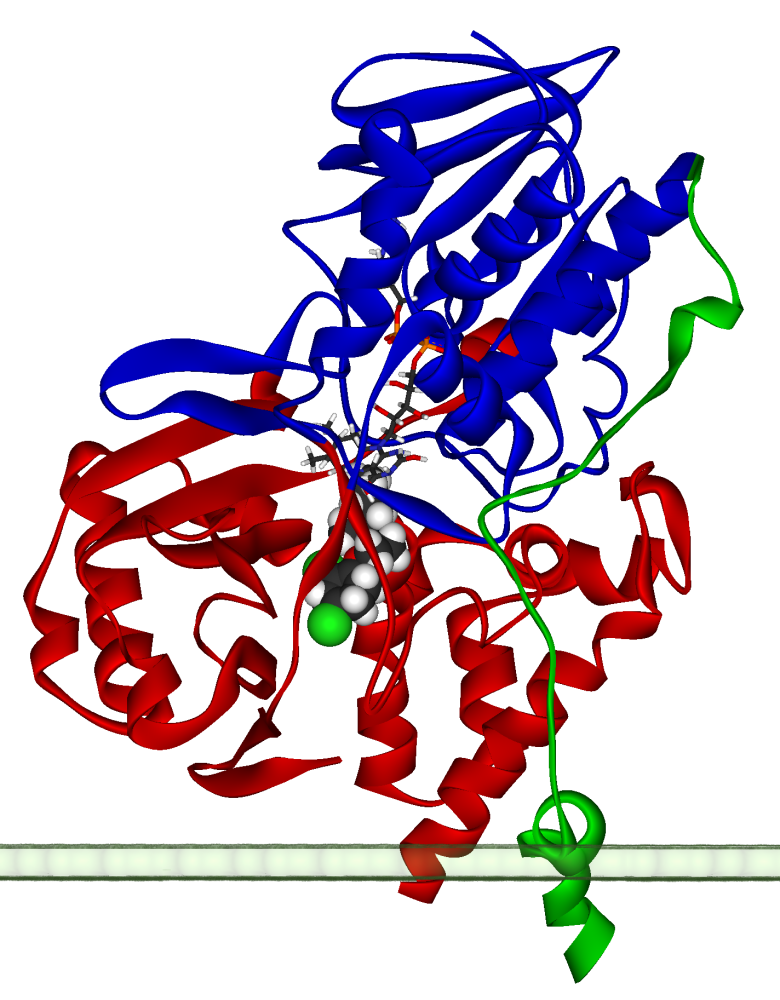
Diagrama de fita de um monômero da monoamina oxidase A humana, com FAD e clorgilina ligados, orientado como se estivesse conectado à membrana externa de uma mitocôndria.

Níveis aumentados ou diminuídos de atividade da monoamina oxidase em indivíduos já foram relacionados a uma série de distúrbios neuropsiquiátricos como fobias, depressão, distúrbio de déficit de atenção, abuso de drogas e comportamento violento.
Existem três classes de medicamentos cujo mecanismo de acção se baseia na interacção com a MAO. Os inibidores da MAO (IMAO)actuam bloqueando irreversivelmente os dois subtipos, enquanto os inibidores selectivos da MAO-A (RIMA) bloqueiam de forma reversível o tipo A; as duas classes têm utilidade como antidepressivos, embora os RIMA causem menos efeitos colaterais. Um terceiro tipo de fármacos são os inibidores selectivos da MAO-B, utilizados como antiparkinsónicos.